# نهر بنار
نهر بنار (بالإنجليزية: Bannar River)‏، هو نهر صغير في منطقة جادشيرولي في ولاية ماهاراشترا في الهند. إنه رافد ثانوي لنهر برانهيتا ويسقط فيه بالقرب من أهيري.